# Selridge British Cemetery
Selridge British Cemetery is een Britse militaire begraafplaats met gesneuvelden uit de Eerste Wereldoorlog en gelegen in het Franse dorp Montay (Noorderdepartement). De begraafplaats ligt in een veld op bijna anderhalve kilometer ten westen van het dorpscentrum (Église Saint-Jean-Baptiste). Vanaf de Chaussée Brunehaut is ze bereikbaar via een landweg van ruim een kilometer. De begraafplaats werd ontworpen door William Cowlishaw en heeft een trapeziumvormig grondplan met een oppervlakte van 565 m². Achteraan staat het Cross of Sacrifice in een apsis. In een halfrond naar binnen gebogen portiek bevindt zich het toegangshek en het registerkastje. De begraafplaats wordt omgeven door een natuurstenen muur en een haag.
Er liggen 146 Britten begraven waaronder 5 niet geïdentificeerde.
De begraafplaats wordt onderhouden door de Commonwealth War Graves Commission.

## Geschiedenis
Montay werd op 10 oktober 1918 door de Britse troepen bereikt tijdens de aanval richting de Selle. De begraafplaats werd op de 28e en 29e oktober door de 33rd Division aangelegd en kreeg de naam Selridge naar haar positie boven de riviervallei. Oorspronkelijk bevatte ze 60 graven, daterend van 10 oktober tot 1 november waarvan de meerderheid behoorde tot de 6th of de 12th Lancashire Fusiliers en de 2nd Argyll and Sutherland Highlanders. Na de wapenstilstand werden nog 86 graven toegevoegd vanuit Neuvilly British Cemetery No.2 (nr. 1 was samengevoegd met de Montay-Neuvilly Road Cemetery). 

### Onderscheiden militairen
- Douglas Fountaine Brodie, luitenant bij de Highland Light Infantry werd onderscheiden met het Military Cross (MC).
- de korporaals R. Ashfield, H.F. Brown en Walter Etherington en de soldaten D. Davidson en T. Muir werden onderscheiden met de Military Medal (MM).